# 交響曲第18番 (ハイドン)
交響曲第18番 ト長調 Hob. I:18 は、フランツ・ヨーゼフ・ハイドンが作曲した交響曲。
初期の交響曲のひとつで、正確な作曲年は不明だが、フュルンベルク・コレクションに信頼できる筆写譜が所蔵されており、エステルハージ家に仕える以前の、ボヘミアのモルツィン伯爵に仕えていた時期（1757年から1760年頃）の作品と考えられている。

## 編成
オーボエ2、ホルン2、第1ヴァイオリン、第2ヴァイオリン、ヴィオラ、低音（チェロ・コントラバス・ファゴット）。

## 曲の構成
第1楽章が遅いテンポの教会ソナタ風の作品だが、同様のほかの作品とは異なり、メヌエットで終わる3楽章形式になっている。演奏時間は約15分。
- 第1楽章 アンダンテ・モデラート
ト長調、4分の2拍子、ソナタ形式。

第1楽章の緩徐楽章は通常「アダージョ」と指定されていることが多いが、この曲では「アンダンテ・モデラート」と指定されており、通常と異なっている。
低音の8分音符による伴奏の上を、付点つきのリズムをもった主題をまず第2ヴァイオリンが演奏し、第1ヴァイオリンがそれを引き継ぐ、トリオ・ソナタに似た構成を持つ[1]。管楽器は終始補助的な役割に徹する。曲は  の32音符の連続や、 と  の激しい交替によって区切られる。展開部と再現部の境目がはっきりしない。

- 第2楽章 アレグロ・モルト
ト長調、4分の4拍子、ソナタ形式に似た二部形式。
急速な音楽で、しばしばホルンによるファンファーレが聞かれる。展開部で第1主題と第2主題が聞かれた後に元の調に戻るが、ソナタ形式の場合と異なって主題は再現せず、推移部と終結部にあたる部分のみが再現する。

- 第3楽章  テンポ・ディ・メヌエット
ト長調、4分の3拍子、三部形式
通常のメヌエットと同様の三部形式だが、中間部分にはトリオとは書いてない。そこから最初の部分に戻ったあとは繰り返しが省略され、終わりに10小節のコーダが付随していて、最終楽章らしさを出している。
メヌエット主部は3連符や付点つきのリズム、トリルなどを使用した華やかな音楽である。トリオにあたる箇所はト短調に変わる。